# Вулиця Василя Стуса (Київ)
Вулиця Василя́ Сту́са — вулиця у Святошинському районі міста Києва, житловий масив Академмістечко. Пролягає від Біличанської вулиці до проспекту Академіка Палладіна. 
Вулицю Василя Стуса перетинає вулиця Мирослава Поповича.

## Історія
Вулиця Василя Стуса виникла у першій половині XX столітті під назвою 46-а Нова. У 1944 році отримала назву Радгоспна. У 1970–80-ті роки вулицю повністю перебудовано і переплановано. В 1977 році до Радгоспної вулиці було приєднано Біличанську вулицю.
Сучасна назва на честь В. С. Стуса — з 2003 року.

## Зображення

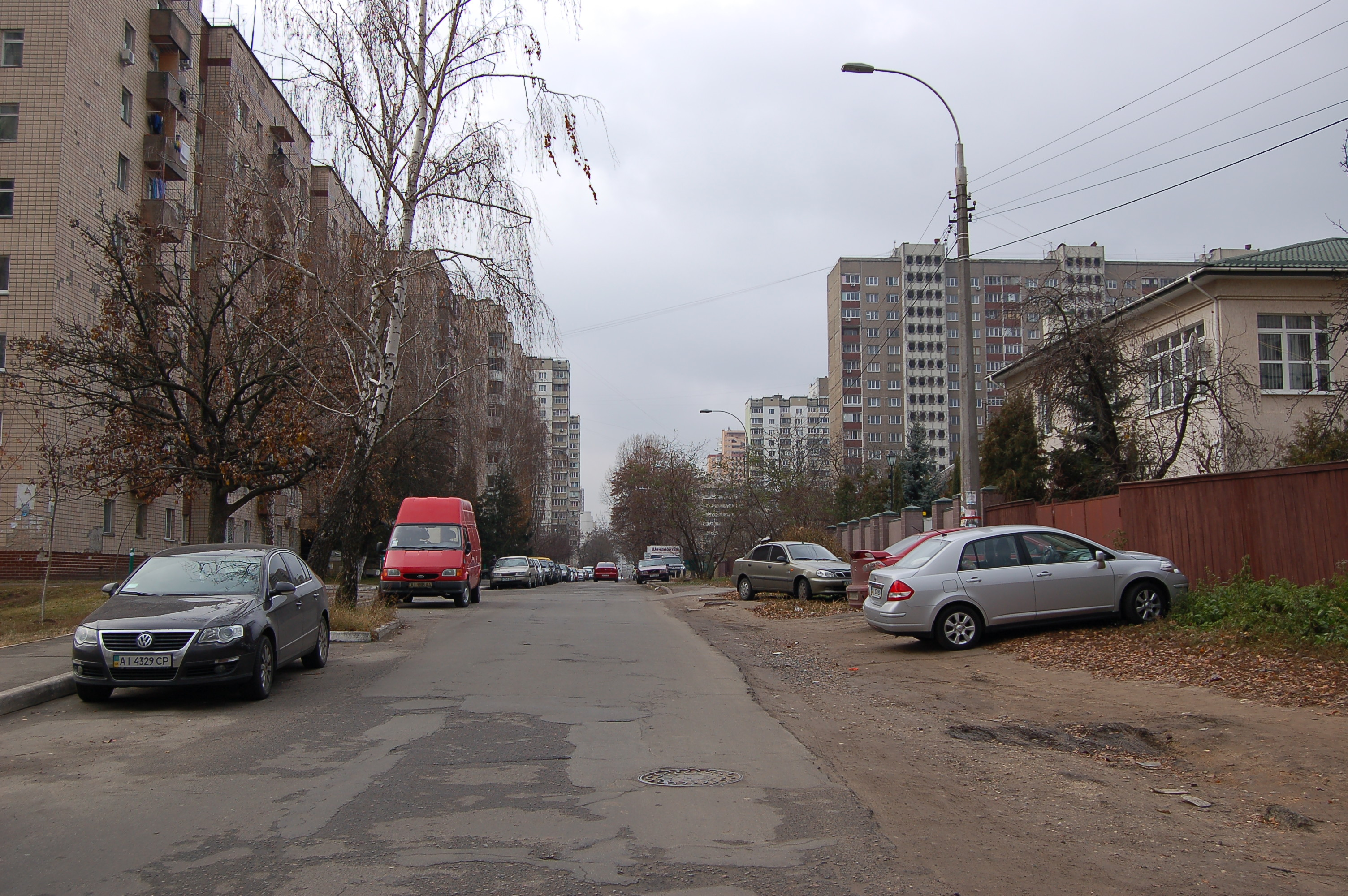
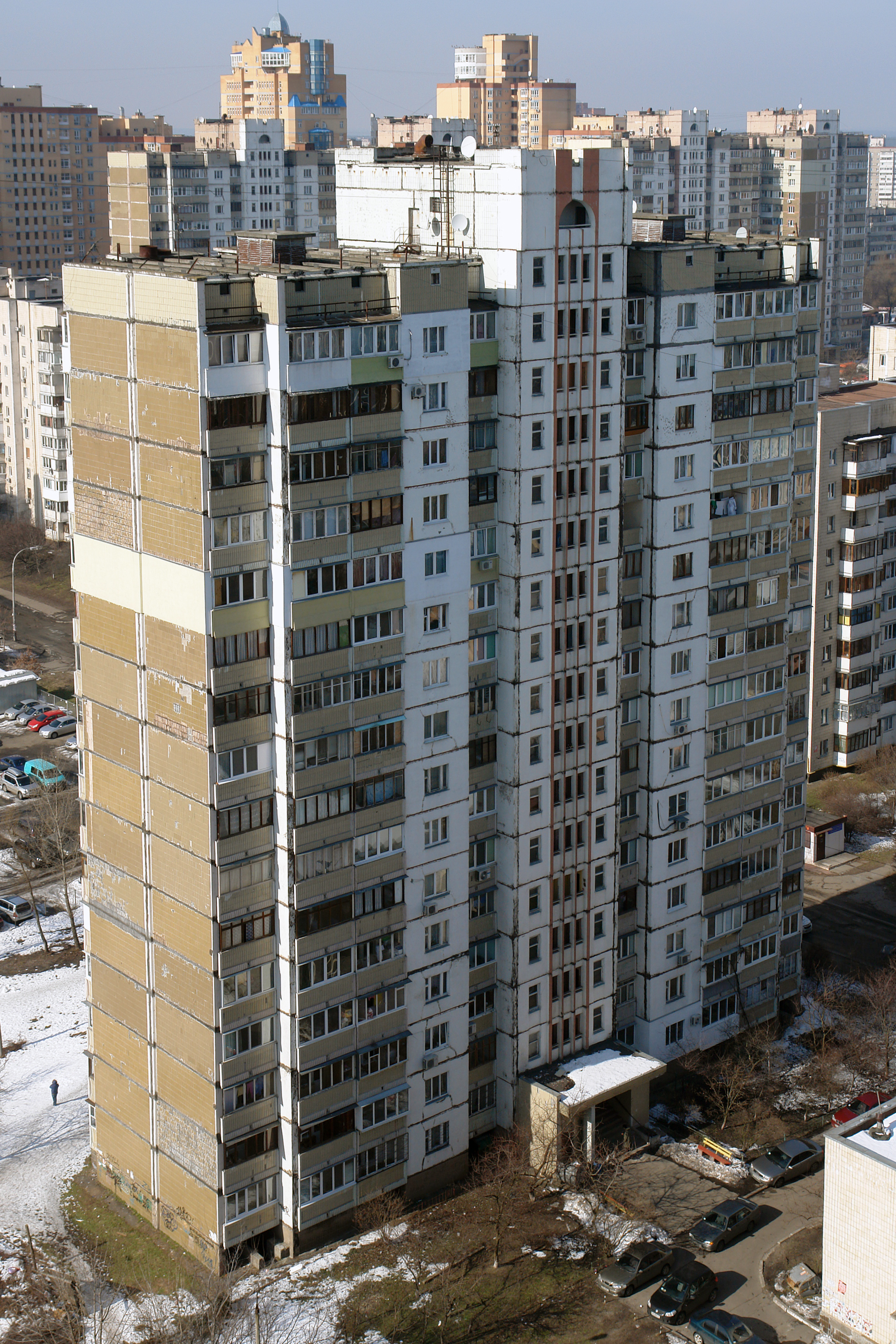
№ 27 – будинок серії Т-4, 1992